# Dolores (Colorado)
Pour les articles homonymes, voir Dolores.
Dolores est une ville américaine située dans le comté de Montezuma, dans le Colorado.
La ville doit son nom à la rivière Dolores, qui fait référence à Notre-Dame des Douleurs (Nuestra Señora de los Dolores en espagnol).

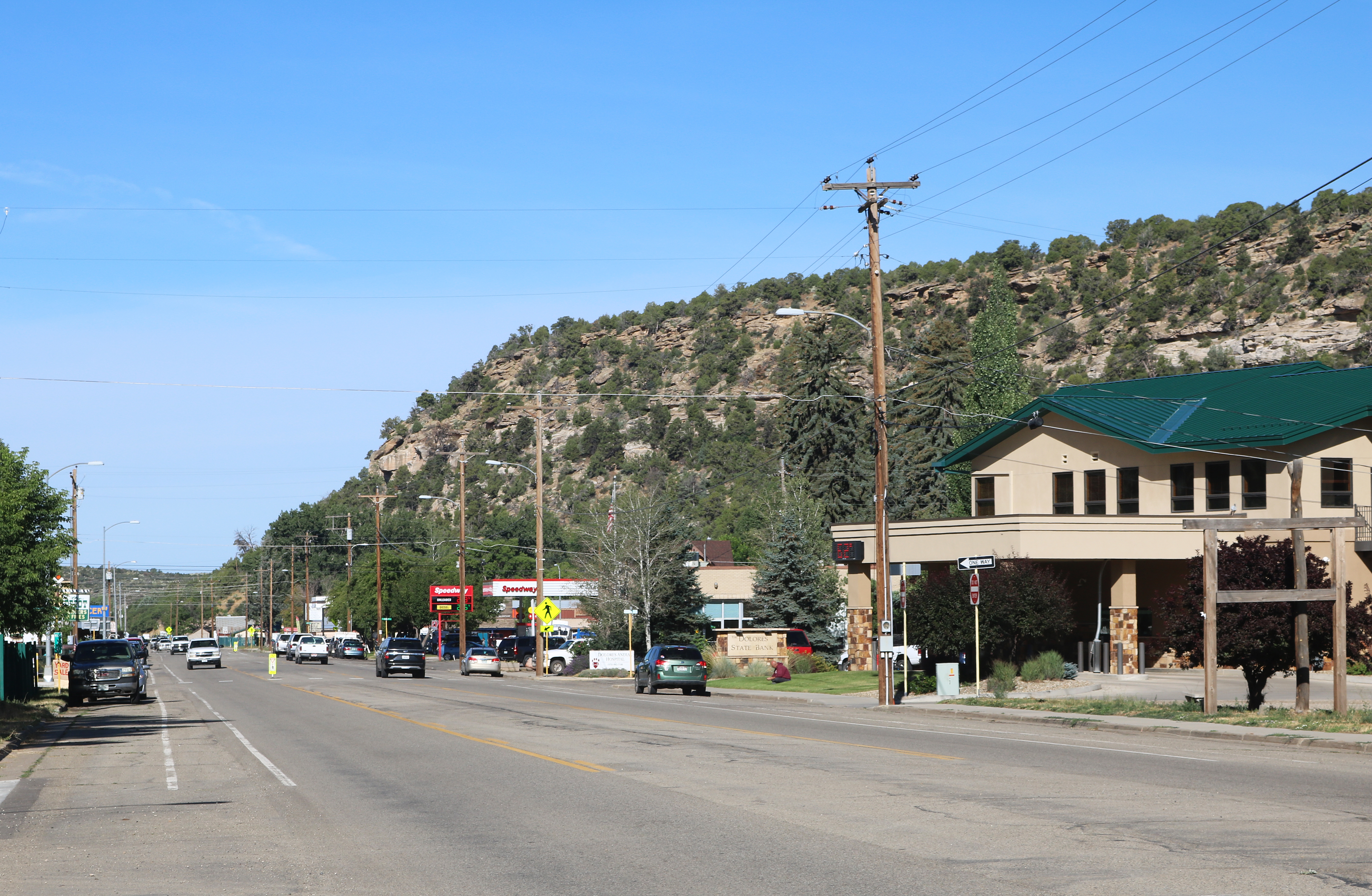
Avenue Railroad, rue Main

## Démographie
| 1900 | 1910 | 1920 | 1930 | 1940 | 1950 |
| ---- | ---- | ---- | ---- | ---- | ---- |
| 108  | 320  | 465  | 557  | 804  | 729  |

| 1960 | 1970 | 1980 | 1990 | 2000 | 2010 |
| ---- | ---- | ---- | ---- | ---- | ---- |
| 805  | 820  | 802  | 866  | 857  | 936  |

Selon le recensement de 2010, Dolores compte 936 habitants. La municipalité s'étend sur 0,73 milles carrés (1,89 km2).